# Absolute Dance opus 29
Absolute Dance opus 29 er en kompilation i serien Absolute Dance udgivet i 2000.

## Spor
1. DJ Aligator Project – "Lollipop" (Clean Radio Mix)
2. Hypetraxx – "The Darkside" (Videocut)
3. Das Saint – "This Is My Life" (Radio Edit)
4. Sunzet – "If We Ever Fall In Love Again" (Radio Version)
5. ATC – "Around The World (La La La La La)" (Radio Version)
6. Fragma – "Toca's Miracle" (Radio Cut)
7. Sisqó – "Thong Song" (Artful Dodger Remix)
8. Crispy – "In & Out" (Airplay Mix)
9. Female – "Lambada" (F.P.C. Radio Remix)
10. DJ Mendez – "Fiesta (House Party)" (Radio Version)
11. Gitta – "No More Turning Back" (Xtm Dub Edit)
12. Darude – "Feel The Beat" (Radio Version)
13. Angelic – "It's My Turn" (Radio Edit)
14. Black Legend – "You See The Troble With Me" (We'll Be In Trouble Radio Edit)
15. Alice Deejay – "Will I Ever" (Hitradio Mix)
16. Picazzo – "Feel My Rainbow" (Radio Version)
17. Barcode Brothers – "It's A Fine Day" (Radio Edit)
18. DJ Tonka – "Don't Be Afraid (To Let Yourself Go)" (Straight Disco Edit)
19. Scooter – "I'm Your Pusher"
20. Cargo – "Drugstar"